# Obersee (Blankensee)
Der Obersee ist ein See bei Blankensee im Landkreis Vorpommern-Greifswald in Mecklenburg-Vorpommern.
Das etwa 6,4 Hektar große Gewässer befindet sich im Gemeindegebiet von Blankensee, 1,5 Kilometer südlich vom Ortszentrum entfernt. Der See hat keinen natürlichen Zu- oder Abfluss. Am östlichen Ufer befindet sich eine Badestelle. Die maximale Ausdehnung des Obersees beträgt etwa 420 mal 190 Meter.